# San Felipe, San Miguel Chimalapa
San Felipe är en ort i Mexiko.   Den ligger i kommunen San Miguel Chimalapa och delstaten Oaxaca, i den sydöstra delen av landet, 600 km sydost om huvudstaden Mexico City. San Felipe ligger 277 meter över havet och antalet invånare är 109.
Terrängen runt San Felipe är kuperad. Runt San Felipe är det glesbefolkat, med 14 invånare per kvadratkilometer. Närmaste större samhälle är La Blanca, 7,5 km söder om San Felipe. I omgivningarna runt San Felipe växer huvudsakligen savannskog.